# ARA Py (D-27)
El destructor ARA Py (D-27) fue un destructor de la clase Gearing (modificado a nivel FRAM II) botado originalmente como USS Perkins (DD-877) para la Armada de los Estados Unidos. Fue incorporado a principios de 1973 por la Armada Argentina y estuvo en servicio hasta ser irradiado en 1987. Fue relevado por los nuevos destructores misilísticos MEKO 360.

## Construcción y características
El USS Perkins fue construido por el Consolidated Steel Corporation, que puso en gradas al casco el 7 de diciembre de 1944 y fue botado en marzo de 1945. El nuevo destructor fue incorporado por la Armada de los Estados Unidos el 5 de abril de 1945.
El Perkins desplazaba 2425 toneladas con carga estándar y hasta 3500 t a plena carga. Tenía una eslora de 119 metros, una manga de 12,6 m y una calado de 5,8 m.

## Historia de servicio

### Estados Unidos
El USS Perkins (DD/DDR-877) fue un destructor de la Clase Gearing construido para la Armada de los Estados Unidos. Fue el tercer buque cuyo nombre tomó del Comodoro George H. Perkins (1835-1899).
Fue construido en la Consolidated Steel Corporation, en Orange, Texas, que inició su construcción el 19 de junio de 1944, siendo botado el 7 de diciembre de 1944. Fue asignado el 4 de abril de 1945.
La función de los destructores de esta clase era la de piquete radar. Para julio de 1945, tras un completo entrenamiento junto al portaaviones USS Boxer (CV-21) se dirigió hacia el Teatro de Operaciones del Pacífico durante la Segunda Guerra Mundial. En Pearl Harbor fue asignado a la 52.ª División de Destructores y para el 19 de agosto navegaba en el Lejano Oriente. El 2 de septiembre, ingresó a la Bahía de Tokio, para la rendición formal de japonesa, formando parte del 3.º Destacamento de la Fuerza de Tareas 38. Continuó operando entre las Islas Marshall, Islas Marianas y el Japón. Para abril de 1946 regresó a Pearl Harbor, y finalmente el 28 de abril de 1946 ingresó a la Base de San Diego.
Para mayo de 1947, el DD-877 regresó al Extremo Oriente y durante tres meses se mantuvo en una estación cerca de China, dos semanas de dicha estación, estuvo en Chinwangtao, sobre el Golfo de Po Hai, observando fuerzas comunistas chinas. En octubre de 1947, regresó a San Diego. Para enero de 1948 el buque participó de la Operación Sandstone, donde los Estados Unidos probó diversas bombas atómicas. En 1949 volvió a patrullar sobre la costa china, renombrado como DDR-877.
El 2 de febrero de 1951 zarpó desde San Diego para participar de la guerra de Corea, donde fue asignado a la Fuerza de Tareas 77, protegiendo a los portaaviones asignados. Fue reasignado a la TF 95, y realizó misiones de apoyo de fuego y misiones de bombardeo a las costas coreanas. El 24 de septiembre regresó a Yokosuka (Japón) y al día siguiente zarpó hacia Estados Unidos. Para junio de 1952 volvió a zarpar hacia Corea. El 15 de octubre realizando tareas de antiminado para preparar un posterior asalto anfibio a 65 km de Kojo recibió el impacto de un disparo de una batería costera comunista, un tripulante resultó muerto y 17 heridos. Ligeramente dañado continuó sus operaciones de apoyo de fuego alternadas con tareas de escolta de los portaaviones. Para fin de ese año, el buque, regresó a su base en San Diego.

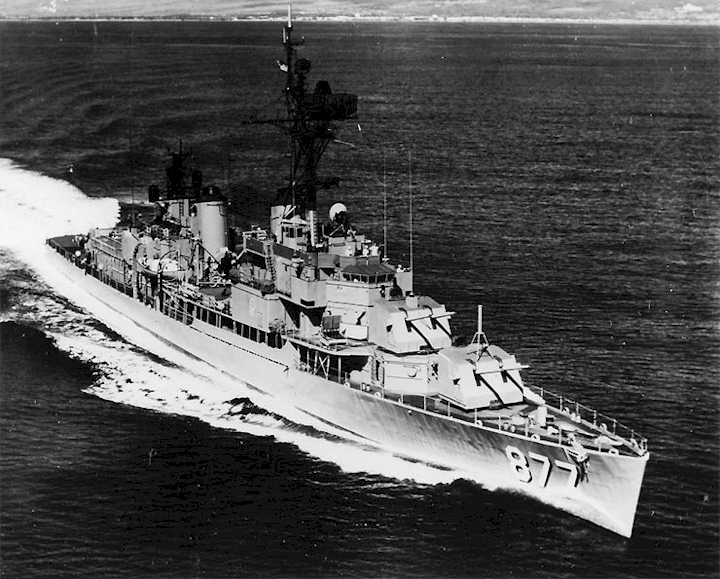
El USS Perkins navegando, después de la «modernización FRAM II», a mediados de los años 1960s.

En julio de 1953 se le completó una revisión y reparación de unos seis meses y en agosto volvió al Extremo Oriente. Allí, durante seis meses, patrulló de la línea de Tregua coreana y el Estrecho de Taiwán. Participó en ejercicios en el Océano Pacífico desde Japón a Filipinas.
Para julio de 1956 contribuyó a la información por el esfuerzo creciente del Año Internacional Geofísico (IGY), «persiguiendo» globos meteorológicos y en septiembre de 1959 ayudó a TF 77 a prevenir hostilidades abiertas durante la crisis laosiana. En marzo de 1962 entró al Long Beach Naval Shipyard para la Modernización y Rehabilitación de la Flota (Fleet Rehabilitation and Modernization FRAM). Designado de nuevo DD-877, el 30 de septiembre, luego de la revisión y reparación de Mark II y la conversión en diciembre con una nueva superestructura configurada para la DASH.
El «nuevo» destructor pasó los próximos diez meses entrenándose de la costa occidental y a mediados de octubre de 1963 reasumió despliegues anuales a WestPac, y su primera misión fue conducir operaciones con el portaaviones USS Hancock (CV-19) en el mar de la China Meridional.
Alternándose entre las 1.ª y 7.ª Flotas de la Armada de Estados Unidos, el DD-877 continuó navegando en el mar de la China Meridional, ahora más cerca de Vietnam. Volvió a entrar en combate apoyando a las fuerzas de los Estados Unidos desplegado en dicho país. En el Golfo de Tonkín cumplió funciones de apoyo a los portaaviones americanos que allí operaban. Participó en las operaciones Sea Dragon y Market Time, patrullas SAR (Búsqueda y Rescate) y realizó misiones de apoyo con fuego naval durante la guerra de Vietnam.
Finalmente el USS Perkins fue dado de baja y transferido a la Armada Argentina. Durante la guerra de Corea el buque obtuvo tres condecoraciones.

### Argentina
Por Decreto N.º 9195 «S» del 27 de diciembre de 1972, se autorizó una inversión de hasta 490 000 US$ para la adquisición y alistamiento del USS Perkins (DD-877). El Expediente JEOR 3FE N.º 1 «S»/73 le dio el nombre de Py y se afirmó el Pabellón Argentino a su bordo el 13 de enero de 1973.
Su alistamiento inicial se produjo en Treasure Island, San Francisco, y zarpó hacia Argentina el 11 de febrero de 1973, arribando a la Base Naval de Puerto Belgrano el 17 de marzo de 1973, tras hacer escala en San Diego, Rodman, El Callao, Valparaíso y Punta Arenas. Inició sus actividades con el Comando de Flota de Mar, el 12 de mayo de 1973.
Su Pabellón de Guerra, fue donado por la Associazione Nazionale Marinai D'Italia, en una ceremonia llevada a cabo en el Puerto de Buenos Aires, el 10 de julio de 1978.
Tras entrar el 20 de junio de 1983 a la Base Naval de Puerto Belgrano de regreso de la que sería su última navegación. El 31 de enero de 1984 por Orden N.º 01 «C»/84 del comandante en jefe de la Flota de Mar, se desafecta de la misma a la unidad, arriándose definitivamente el Pabellón a su bordo el 29 de febrero de 1984, por pasar a condición de buque radiado.
El 15 de junio de 1987 zarpa de la Base Naval de Puerto Belgrano llevado a remolque por el aviso ARA Comandante General Irigoyen (A-1) hasta 39°15′S 57°00′O / -39.250, -57.000, donde fue hundido tras el impacto de un torpedo SST-4 Mod. lanzado desde el submarino Clase TR-1700 ARA Santa Cruz (S-41) en ejercicios con munición de combate. El buque, tras la explosión se elevó más de 5 metros, se parte al medio y comienza la inundación de su casco; a los 5 minutos de la explosión el ex D-27 se hundió definitivamente.

#### Servicio activo
Luego de su incorporación a la Primera División de Destructores, el buque comenzó a ejercitarse junto al resto de las unidades de superficie y submarinas y los aviones y helicópteros del Comando de Aviación Naval (COAN). Con su completo equipamiento antisubmarino, junto a sus modernos radares y equipos de guerra electrónica era habitual sus navegaciones como escolta del portaaviones liviano ARA Veinticinco de Mayo (V-2).
En 1976 culmina la instalación satisfactoria de cuatro lanzadores de misiles MM-38 Exocet.
El 14 de septiembre de 1977, su comandante, el capitán de fragata Don Luciano Solari, capturó al pesquero de bandera rusa Magnit, que operaba ilegalmente en aguas del Mar Argentino y el 1 de octubre al pesquero búlgaro Ofelia, al que detuvo tras haberle efectuado cinco impactos de cañón con munición de salva, consecuentemente hubo un herido a bordo.
En 1977 obtuvo el Premio Armada Argentina por el nivel alcanzado en su adiestramiento artillero.
En mayo de 1978 escoltó a una flotilla de pesqueros búlgaros hasta que traspusieron las 200 millas, luego de interceptarla en aguas territoriales.

#### Conflicto del Beagle
A fines de 1978 producto del desacuerdo sobre la soberanía en las tres Islas Picton, Lennox y Nueva en el Canal de Beagle, se tensan las relaciones entre Argentina y Chile. El 22 de diciembre de 1978 Argentina inicia la Operación Soberanía para ocupar militarmente las islas. La Armada Argentina cumpliendo órdenes del Poder Ejecutivo dispone el envío una importante flota hacia el sur.
El D-27, con sus cuatro misiles MM-38 Exocet, formó parte de un Grupo de Tareas junto al resto de los buques de la Primera División de Destructores, los destructores ARA Seguí (D-25) también con cuatro misiles MM-38 Exocet, el ARA Almirante Storni (D-24) y ARA Almirante Domecq García (D-23).
Para la noche del 21 de diciembre de 1978 el inicio de las operaciones bélicas parecía inevitable pero gracias a la oportuna mediación de Su Santidad, el Papa Juan Pablo II, ambas naciones se comprometieron a no enfrentarse y sus fuerzas retrocedieron sin que se produzca ningún incidente entre la gran cantidad de tropas desplegadas por ambos países a la zona en conflicto.

#### Guerra de Malvinas
Durante la Guerra de Malvinas, el buque participó del Grupo de Tareas 20.2 (Grupo de Acción de Superficie 1), junto a ARA Bouchard (D-26) y ARA Piedrabuena (D-29), que formó parte la Fuerza de Tareas 20 cuya misión era brinda apoyo y protección a la Fuerza de Tareas 40 en los aspectos superficie, aire y submarino. Cabe destacar que la FT40 tenía como misión capturar las instalaciones y personal de Royal Marines, localidad de Puerto Stanley y Faro San Felipe, colaborar en la captura del Aeródromo de Puerto Stanley y en el control inicial de la población a fin de contribuir a ocupar y mantener las Islas Malvinas, ejerciendo simultáneamente el Gobierno Militar de las islas. Zarpó de la Base Naval de Puerto Belgrano el 27 de marzo de 1982 y regresó a dicha Base, con la misión cumplida, el 6 de abril de 1982.
Luego del Operativo Rosario, tal como se llamó a la reconquista de las islas, el buque vuelve a zarpar, el 16 de abril de 1982, hacia la zona del conflicto, al norte de las Islas Malvinas, formando parte del Grupo de Tareas 79.2 con los destructores ARA Hércules (D-1), ARA Bouchard (D-26), ARA Piedrabuena (D-29) y ARA Seguí (D-25), formando parte de la Fuerza de Tareas 79 cuyo objetivo era contribuir a consolidar la zona insular reconquistada, impedir la recuperación por acción del oponente y apoyar las acciones del Gobierno Militar, desgastando, neutralizando o destruyendo las unidades del enemigo en todo oportunidad favorable. Para el 24 de abril, se produce un cambio en la formación del GT 79.2 al que se le suma el destructor ARA Santísima Trinidad (D-2), mientras que los ARA Bouchard (D-26) y ARA Piedrabuena (D-29) son transferidos al GT 79.3, junto con el buque tanque YPF Campo Durán y pasan a operar al sur de las Islas con el crucero ARA General Belgrano.
Desde el portaaviones liviano ARA Veinticinco de Mayo se descubrió a la Task Force inglesa, a la que se decide atacar mediante aviones de su GAE (Grupo Aeronaval Embarcado). Luego de intensas deliberaciones para determinar cómo se haría dicho ataque, se pierde la sorpresa táctica cuando un avión Sea Harrier del HMS Invincible, es iluminado por el radar de alerta temprana del ARA Hércules, delatando la localización de la FT 79.
Antes del hundimiento del CRBE, se ordena a la Fuerza de Tareas 79 a replegarse hacia aguas menos profundas, que imposibiliten el libre accionar de los submarinos nucleares británicos, por lo que el buque, junto al resto de la FT79 regresa hacia la Base Naval de Puerto Belgrano continuando sus patrullas pero no pudiendo atacar a buques enemigos.

## Comandantes
El buque, a lo largo de su carrera operativa en la Armada Argentina, ha tenido a los siguientes Comandantes:
| Desde                   | Hasta                   | Grado              | Nombre                 |
| ----------------------- | ----------------------- | ------------------ | ---------------------- |
| 13 de enero de 1973     | 4 de marzo de 1974      | Capitán de fragata | Eduardo A. Carreras    |
| 4 de marzo de 1974      | 15 de enero de 1976     | Capitán de fragata | Raúl R. Fermepín       |
| 15 de enero de 1976     | 27 de diciembre de 1976 | Capitán de fragata | Mario Pablo Palet      |
| 27 de diciembre de 1976 | 14 de febrero de 1978   | Capitán de fragata | Luciano Solari         |
| 14 de febrero de 1978   | 1 de marzo de 1979      | Capitán de fragata | Miguel José Guruceaga  |
| 1 de marzo de 1979      | 5 de febrero de 1980    | Capitán de fragata | Alfredo Claudio Febré  |
| 5 de febrero de 1980    | 29 de diciembre de 1980 | Capitán de fragata | Mario F. Casaux        |
| 29 de diciembre de 1980 | 27 de diciembre de 1981 | Capitán de fragata | Alberto Toso Le Bretón |
| 27 de diciembre de 1981 | 29 de febrero de 1984   | Capitán de fragata | Alberto Raúl Miqueleiz |

Es el quinto buque de la Armada Argentina que llevó ese nombre, en homenaje al Comodoro Luis Py, quien comandó a las Fuerzas Navales Argentinas en las acciones en el Río Santa Cruz en 1878. Fueron sus antecesores el aviso Comodoro Py (1884), la torpedera de mar Comodoro Py (1891), aviso Py (1923) y rastreador Py (1939).